# The Heavy
The Heavy é uma banda britânica de rock independente de Bath, Inglaterra. A banda é formada por Kelvin Swaby (vocal), Dan Taylor (guitarra), Spencer Page (baixo) e Chris Ellul (bateria).
A banda possui quatro álbuns de estúdio: Great Vengeance and Furious Fire, lançado em 2007, seguido de The House That Dirt Built em 2009, The Glorious Dead em 2012 e Hurt & The Merciless em 2016. The Heavy é conhecida por suas várias aparições na mídia. 

## História
Dan Taylor e Kelvin Swaby se tornaram amigos em 1998. Eles misturaram R&B com filmes de Jim Jarmusch e depois formaram a banda.
A banda lançou dois singles no segundo semestre de 2007. "That Kind of Man", o primeiro dele, foi lançado pela Don't Touch Recordings e produzido por Corin Dingley, que era o baterista da banda antes da Ninja Tune descobri-la. The Heavy lançou o primeiro álbum, Great Vengeance and Furious Fire, em 17 de setembro de 2007 no Reino Unido e em 8 de abril de 2008 nos Estados Unidos.
Em 26 de março de 2008, The Heavy apareceu como artista do dia na revista Spin. A banda também foi mencionada na Rolling Stone Hot List em maio de 2008. Eles tocaram no festival South By Southwest (SXSW) de 2008. A banda apareceu no álbum Johnny Cash Remixed com uma nova versão de "Doing My Time". Em 2 de outubro de 2009 foi lançado o segundo álbum deles, The House That Dirt Built, que contém "How You Like Me Now?", a canção de maior sucesso da banda. A fim de superar o segundo álbum, a banda viajou para Columbus, Georgia, para obter inspiração. Lá eles trabalharam com cantores de gospel e outros músicos locais.
O terceiro álbum, The Glorious Dead, foi lançado em 21 de agosto de 2012. A banda saiu em turnê pelos Estados Unidos entre agosto e setembro de 2012, com patrocínio da fabricante de cervejas estadunidense Miller Lite. A banda também se apresentou pela Europa para divulgar o The Glorious Dead, em outubro e novembro de 2012.
O quarto álbum da banda foi anunciado em 4 de fevereiro de 2016 e foi lançado em 1º de abril de 2016, intitulado de Hurt & The Merciless. O álbum possui 12 novas faixas, incluindo o single que foi lançado no mesmo dia do anúncio, Since You Been Gone.

## Na mídia
"How You Like Me Now?" apareceu em vários episódios de séries de televisão: o vigésimo episódio da quarta temporada de The Vampire Diaries;o primeiro episódio da primeira temporada da série The Originals (cantada pelo ator Charles Michael Davis); no final da sexta temporada de Entourage; o quarto episódio de Community; o terceiro episódio de Rookie Blue; e no nono episódio da segunda temporada de White Collar. A canção estava no filme The Fighter de 2010. Também aparece na trilha sonora do jogo eletrônico de baseball MLB 10: The Show. Apareceu no filme Horrible Bosses e também no trailer de The Change-Up. Estava presente no final alternativo de Sem Limites. A canção também estava presente na trilha sonora do filme Guerra é Guerra. Ela também estava em um comercial do Kia Sorento que foi transmitido durante o Super Bowl XLIV, está na trilha sonora de Driver: San Francisco junto com "Big Bad Wolf" e "The Sleeping Ignoramus". Estava no filme The Fighter, estrelado por Christian Bale e Mark Wahlberg. A canção apareceu no trailer do filme Ted. Estava nos créditos do jogo eletrônico Borderlands 2 e nos créditos do filme G.I. Joe: Retaliation. Além de trailers e comerciais do filme Turbo.
A banda tocou "How You Like Me Now?" no Late Show with David Letterman dia 18 de janeiro de 2010; essa foi a primeira vez que David Letterman pediu um bis para um artista. "That Kind of Man", do primeiro álbum da banda, apareceu no episódio "Filthy Lucre" da série de televisão Californication. A canção "Coleen" estava no episódio "Play the Man", da série de televisão Suits. A série também usou "What Makes a Good Man" para o trailer da segunda temporada, "Can't Play Dead" no episódio "Zane vs. Zane" e "Short Change Hero" no episódio "War". Além destas canções, uma versão remix de "How You Like Me Now" apareceu em Suits no último episódio da terceira temporada. Mais tarde esta versão foi disponibilizada gratuitamente pela banda.
"Short Change Hero", do segundo álbum, estava no filme Faster, na abertura do jogo eletrônico NHL 13, no trailer de Batman: Arkham City e em trailers da primeira temporada da série de televisão Haven e da segunda temporada de Longmire. Também estava na abertura do jogo eletrônico Borderlands 2. Uma versão de jazz instrumental de "Short Change Hero" apareceu no jogo eletrônico Poker Night 2, que contém personagens de Borderlands. "Short Change Hero" foi tema da segunda, terceira e quarta temporada da série de televisão Strike Back. Apareceu também na terceira temporada de The Vampire Diaries e no segundo episódio da segunda temporada de The Listener. "Short Change Hero" apareceu no documentário "Best of Enemies" da ITV. 
"What Makes A Good Man", do terceiro álbum, foi utilizada no trailer de lançamento de Sleeping Dogs e nos créditos de Borderlands: The Pre-Sequel!. A WWE usou "What Makes a Good Man" como o tema oficial do Royal Rumble de 2013. A canção também apareceu no jogo eletrônico NHL 13 e no trailer do filme Dallas Buyers Club. Em janeiro de 2014, a Guinness usou "What Makes a Good Man" em seu comercial "Sapeurs".
A banda gravou um cover da canção "And When I Die" para o último episódio da quarta temporada de True Blood. Também apareceu na terceira trilha sonora de True Blood.
"Who Needs The Sunshine?" apareceu no penúltimo episódio da quarta temporada de Being Human. A canção apareceu em um trailer da série de televisão Hunted.
A banda fez sua segunda aparição no Late Show with David Letterman em 28 de agosto de 2012, tocando "What Makes A Good Man?" e ganhando um segundo bis no programa.
"Don't Say Nothing" estava na trilha sonora de FIFA 13 e foi utilizada em um trailer do filme Kingsman: Serviço Secreto.
A canção "Big Bad Wolf" estava no quarto episódio da vigésima primeira temporada de Top Gear e apareceu no filme Os Perdedores, de 2010; também apareceu no episódio "BrotherFae of the Wolves" da série de televisão Lost Girl, e nos créditos do primeiro episódio da segunda temporada de Luther.
"Same Ol'" foi utilizada no trailer de lançamento do jogo eletrônico Splinter Cell: Blacklist e também em uma trilogia de comerciais da Pepsi Max no Japão.
"That Kind Of Man" estava no trailer do filme Parker.
A canção "Coleen", do primeiro álbum, apareceu no filme A Entrevista.

## Discografia

### Álbuns de estúdio
- Great Vengeance and Furious Fire (2007)
- The House That Dirt Built (2009)
- The Glorious Dead (2012)
- Hurt & The Merciless (2016)

### EPs
- How You Like Me Now (2010)

### Singles
- "That Kind of Man" (2007)
- "Set Me Free" (2008)
- "Oh No! Not You Again!" (2009)
- "Sixteen" (2009)
- "How You Like Me Now?" (2009)
- "No Time" (2009)
- "Short Change Hero" (2009)
- "What Makes a Good Man?" (2012)
- "Curse Me Good" (2012)
- "Can't Play Dead" (2012)
- "Since You Been Gone" (2016)

### Compilações
- Verve Remixed Christmas (2008)
- Johnny Cash Remixed (2009)
- Contrabando - Trilha Sonora (2012)